# Мужская сборная России по хоккею на траве
Сборная России по хоккею на траве — национальная мужская сборная, представляющая Россию на чемпионатах Европы и мира по хоккею на траве. За свою историю только трижды принимала участие на чемпионатах Европы: в 1999 году заняла 8-е место, в 2003 стала только 12-й, а в 2011 году — 7-е место. Стабильно является командой Второго европейского дивизиона. Главным тренером сборной является Араик Маргарян.

## Результаты выступлений
Россия ни разу не попадала на Олимпийские игры или чемпионат мира. Лучшее достижение на чемпионатах Европы — 7-е место 2011 года. Команда редко одерживает победы над топовыми сборными высшего дивизиона чемпионата Европы: редким исключением стала победа в 2008 году над сборной Германии.

## Чемпионат Европы
| Чемпионат Европы | Чемпионат Европы            | Чемпионат Европы            | Чемпионат Европы            | Чемпионат Европы            | Чемпионат Европы            | Чемпионат Европы            | Чемпионат Европы            | Чемпионат Европы            |
| Год              | Раунд                       | Место                       | И                           | В                           | Н *                         | П                           | ГЗ                          | ГП                          |
| ---------------- | --------------------------- | --------------------------- | --------------------------- | --------------------------- | --------------------------- | --------------------------- | --------------------------- | --------------------------- |
| 1970 до 1991     | См. результаты сборной СССР | См. результаты сборной СССР | См. результаты сборной СССР | См. результаты сборной СССР | См. результаты сборной СССР | См. результаты сборной СССР | См. результаты сборной СССР | См. результаты сборной СССР |
| 1995             | Не квалифицировалась        | Не квалифицировалась        | Не квалифицировалась        | Не квалифицировалась        | Не квалифицировалась        | Не квалифицировалась        | Не квалифицировалась        | Не квалифицировалась        |
| 1999             | Матч за 7-е место           | 8-е                         | 7                           | 3                           | 0                           | 4                           | 18                          | 27                          |
| 2003             | Матч за 11-е место          | 12-е                        | 7                           | 0                           | 0                           | 7                           | 5                           | 30                          |
| 2005             | Не квалифицировалась        | Не квалифицировалась        | Не квалифицировалась        | Не квалифицировалась        | Не квалифицировалась        | Не квалифицировалась        | Не квалифицировалась        | Не квалифицировалась        |
| 2007             | Не квалифицировалась        | Не квалифицировалась        | Не квалифицировалась        | Не квалифицировалась        | Не квалифицировалась        | Не квалифицировалась        | Не квалифицировалась        | Не квалифицировалась        |
| 2009             | Не квалифицировалась        | Не квалифицировалась        | Не квалифицировалась        | Не квалифицировалась        | Не квалифицировалась        | Не квалифицировалась        | Не квалифицировалась        | Не квалифицировалась        |
| 2011             | Матчи за 5—8-е места        | 7-е                         | 5                           | 1                           | 0                           | 4                           | 8                           | 29                          |
| 2013             | Не квалифицировалась        | Не квалифицировалась        | Не квалифицировалась        | Не квалифицировалась        | Не квалифицировалась        | Не квалифицировалась        | Не квалифицировалась        | Не квалифицировалась        |
| 2015             | Матчи за 5—8-е места        | 8-е                         | 5                           | 0                           | 0                           | 5                           | 7                           | 42                          |
| 2017             | Не квалифицировалась        | Не квалифицировалась        | Не квалифицировалась        | Не квалифицировалась        | Не квалифицировалась        | Не квалифицировалась        | Не квалифицировалась        | Не квалифицировалась        |
| 2019             | Не квалифицировалась        | Не квалифицировалась        | Не квалифицировалась        | Не квалифицировалась        | Не квалифицировалась        | Не квалифицировалась        | Не квалифицировалась        | Не квалифицировалась        |
| 2021             | Матчи за 5—8-е места        | 8-е                         | 5                           | 0                           | 1                           | 4                           | 11                          | 28                          |
| 2023             | Не участвовала              | Не участвовала              | Не участвовала              | Не участвовала              | Не участвовала              | Не участвовала              | Не участвовала              | Не участвовала              |
| 2025             | Не участвовала              | Не участвовала              | Не участвовала              | Не участвовала              | Не участвовала              | Не участвовала              | Не участвовала              | Не участвовала              |
| Итого            | 5/12                        | 7-е место (1 раз)           | 29                          | 4                           | 1                           | 24                          | 49                          | 156                         |

### Второй дивизион чемпионата Европы
| Трофей чемпионата Европы по хоккею на траве (Дивизион II) | Трофей чемпионата Европы по хоккею на траве (Дивизион II) | Трофей чемпионата Европы по хоккею на траве (Дивизион II) | Трофей чемпионата Европы по хоккею на траве (Дивизион II) | Трофей чемпионата Европы по хоккею на траве (Дивизион II) | Трофей чемпионата Европы по хоккею на траве (Дивизион II) | Трофей чемпионата Европы по хоккею на траве (Дивизион II) | Трофей чемпионата Европы по хоккею на траве (Дивизион II) | Трофей чемпионата Европы по хоккею на траве (Дивизион II) |
| Год                                                       | Раунд                                                     | Место                                                     | И                                                         | В                                                         | Н *                                                       | П                                                         | ГЗ                                                        | ГП                                                        |
| --------------------------------------------------------- | --------------------------------------------------------- | --------------------------------------------------------- | --------------------------------------------------------- | --------------------------------------------------------- | --------------------------------------------------------- | --------------------------------------------------------- | --------------------------------------------------------- | --------------------------------------------------------- |
| 2005                                                      | Матч за 7-е место                                         | 8-е                                                       | 5                                                         | 0                                                         | 0                                                         | 5                                                         | 8                                                         | 19                                                        |
| 2007                                                      | Не участвовала                                            | Не участвовала                                            | Не участвовала                                            | Не участвовала                                            | Не участвовала                                            | Не участвовала                                            | Не участвовала                                            | Не участвовала                                            |
| 2009                                                      | Финал                                                     | 2-е                                                       | 5                                                         | 4                                                         | 0                                                         | 1                                                         | 19                                                        | 8                                                         |
| 2011                                                      | Играла в дивизионе выше                                   | Играла в дивизионе выше                                   | Играла в дивизионе выше                                   | Играла в дивизионе выше                                   | Играла в дивизионе выше                                   | Играла в дивизионе выше                                   | Играла в дивизионе выше                                   | Играла в дивизионе выше                                   |
| 2013                                                      | Финал                                                     | 1-е                                                       | 5                                                         | 3                                                         | 2                                                         | 0                                                         | 18                                                        | 5                                                         |
| 2015                                                      | Играла в дивизионе выше                                   | Играла в дивизионе выше                                   | Играла в дивизионе выше                                   | Играла в дивизионе выше                                   | Играла в дивизионе выше                                   | Играла в дивизионе выше                                   | Играла в дивизионе выше                                   | Играла в дивизионе выше                                   |
| 2017                                                      | Матч за 3-е место                                         | 4-е                                                       | 5                                                         | 1                                                         | 2                                                         | 2                                                         | 13                                                        | 14                                                        |
| 2019                                                      | Финал                                                     | 2-е                                                       | 5                                                         | 3                                                         | 1                                                         | 1                                                         | 12                                                        | 10                                                        |
| 2023                                                      | Не участвовала                                            | Не участвовала                                            | Не участвовала                                            | Не участвовала                                            | Не участвовала                                            | Не участвовала                                            | Не участвовала                                            | Не участвовала                                            |
| Итого                                                     | 5/8                                                       | 1 победа                                                  | 25                                                        | 11                                                        | 5                                                         | 9                                                         | 70                                                        | 56                                                        |

### Третий дивизион чемпионата Европы
| Челлендж чемпионата Европы по хоккею на траве (Дивизион III) | Челлендж чемпионата Европы по хоккею на траве (Дивизион III) | Челлендж чемпионата Европы по хоккею на траве (Дивизион III) | Челлендж чемпионата Европы по хоккею на траве (Дивизион III) | Челлендж чемпионата Европы по хоккею на траве (Дивизион III) | Челлендж чемпионата Европы по хоккею на траве (Дивизион III) | Челлендж чемпионата Европы по хоккею на траве (Дивизион III) | Челлендж чемпионата Европы по хоккею на траве (Дивизион III) | Челлендж чемпионата Европы по хоккею на траве (Дивизион III) |
| Год                                                          | Раунд                                                        | Место                                                        | И                                                            | В                                                            | Н *                                                          | П                                                            | ГЗ                                                           | ГП                                                           |
| ------------------------------------------------------------ | ------------------------------------------------------------ | ------------------------------------------------------------ | ------------------------------------------------------------ | ------------------------------------------------------------ | ------------------------------------------------------------ | ------------------------------------------------------------ | ------------------------------------------------------------ | ------------------------------------------------------------ |
| 2005                                                         | Играла в дивизионе выше                                      | Играла в дивизионе выше                                      | Играла в дивизионе выше                                      | Играла в дивизионе выше                                      | Играла в дивизионе выше                                      | Играла в дивизионе выше                                      | Играла в дивизионе выше                                      | Играла в дивизионе выше                                      |
| 2007                                                         | Финал                                                        | 1-е                                                          | 5                                                            | 5                                                            | 0                                                            | 0                                                            | 32                                                           | 5                                                            |
| 2009 до 2019                                                 | Играла в дивизионе выше                                      | Играла в дивизионе выше                                      | Играла в дивизионе выше                                      | Играла в дивизионе выше                                      | Играла в дивизионе выше                                      | Играла в дивизионе выше                                      | Играла в дивизионе выше                                      | Играла в дивизионе выше                                      |
| Итого                                                        | 1/8                                                          | 1 победа                                                     | 5                                                            | 5                                                            | 0                                                            | 0                                                            | 32                                                           | 5                                                            |